# Parafarmaceutica

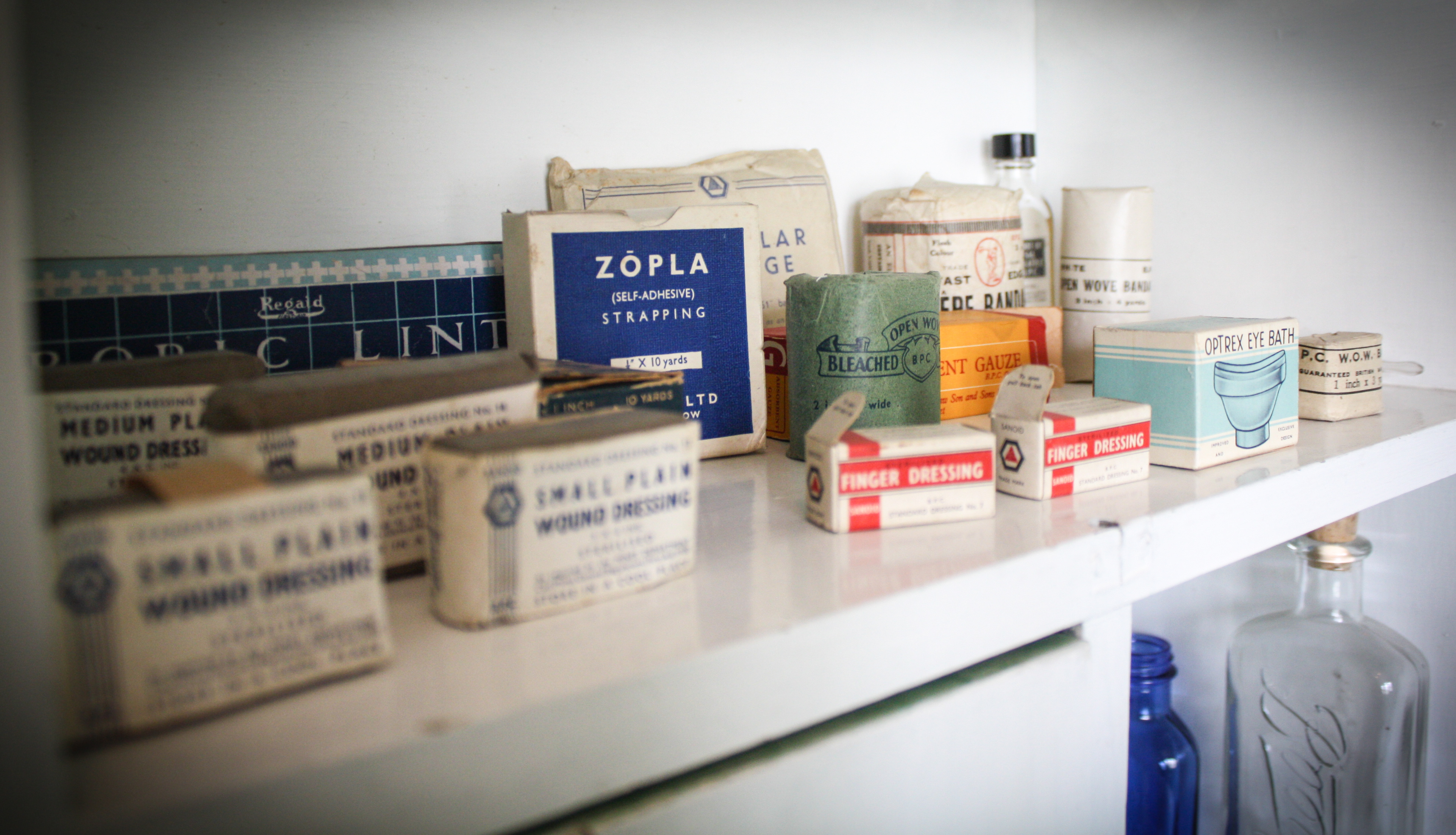

Parafarmaceutische producten of parafarmaceutica zijn producten of voorwerpen die in de apotheek worden verkocht en voor medische doeleinden worden gebruikt, maar geen geneesmiddelen zijn. Het begrip
wordt vooral gebruikt door apothekers.

## Voorbeelden
- nutriënten zoals vitaminen, mineralen, aminozuren, omega-3 vetzuren en dergelijke
- verzorgingsproducten (cosmetica)
- voedingssupplementen die uit planten samengesteld zijn
- babyvoeding
- medische hulpmiddelen zoals zwangerschapstesten
- pleisters
- verband
- ontsmettingsmiddelen
- koortsthermometers